# Erwin Olaf
Erwin Olaf, geboren als Erwin Olaf Springveld (Hilversum, 2 juli 1959 – Groningen, 20 september 2023), was een Nederlands fotograaf. Zijn fotografiestijl kenmerkte zich door zijn geënsceneerde settings en poses, waarbij hij elk detail onder controle had. Olaf had wereldwijd een grote reputatie en was een van de bekendste fotografen van Nederland. Het menselijk lichaam stond centraal in zijn werk, van seksualiteit tot vergankelijkheid. Olaf maakte meerdere malen portretten van de koninklijke familie.

## Biografie
Na zijn middelbareschooltijd in Hilversum en Hoevelaken, waar hij opgroeide als zoon van een vertegenwoordiger in kantoorartikelen en een huisvrouw, besloot Olaf naar de School voor Journalistiek in Utrecht te gaan. Hier koos hij voor fotograferen. Tijdens de lessen van zijn docent fotografie, de latere uitgever en galeriehouder Dirk van der Spek, begon hij met fotograferen voor de schoolkrant. Na zijn studie liep hij stage bij fotograaf André Ruigrok en begon met het maken van reportagefoto’s, ook in het Amsterdamse uitgaansleven.
Na zijn afstuderen in 1980 richtte hij zich kort op documentaire fotografie. Tijdens een foto-opdracht van COC Nederland kwam Olaf in contact met de choreograaf Hans van Manen. Ze bleven daarna bevriend en ter ere van de negentigste verjaardag van Van Manen maakte Olaf een fotoserie. Nadat Olaf in 1983 in contact was gekomen met Robert Mapplethorpe en Paul Blanca, verkoos hij de geënsceneerde fotografie. De hoogste prijs die ooit voor een foto van Olaf op een veiling is betaald, bedraagt 27.168 euro. Het bedrag werd in New York in oktober 2009 geboden op de foto Hope 5 uit de serie Hope Portraits (2005).

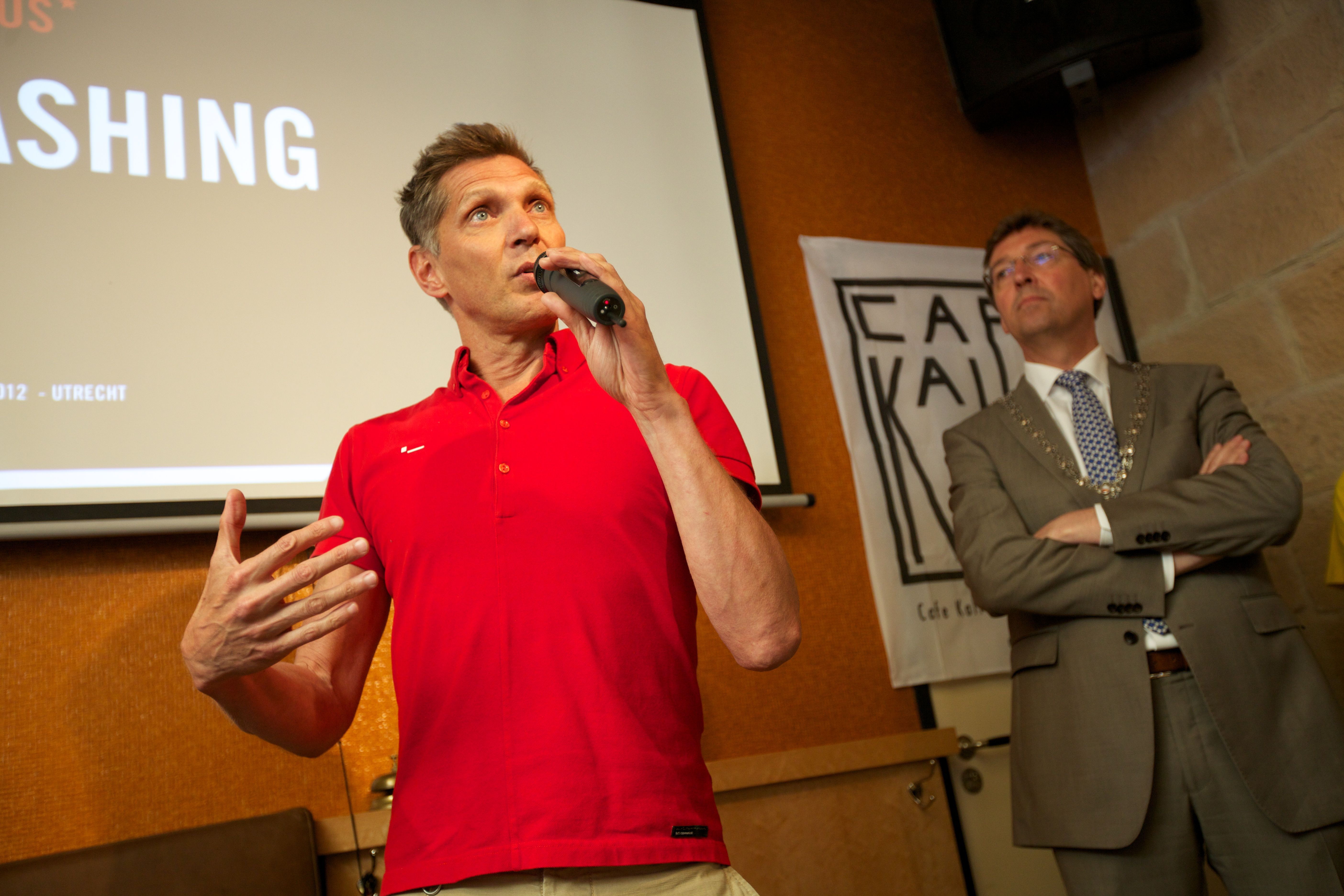
Erwin Olaf bij de lancering van de antihomogeweld-app "Bashing"

Olaf, zelf homoseksueel, was voorvechter van homo-emancipatie. Tweemaal was hij tijdens een actie betrokken bij een incident dat negatieve publiciteit genereerde. Hierna besloot hij zich terug te trekken als 'Ambassadeur van Hoffelijkheid'. In 2011 ontving Olaf, samen met het Amsterdamse politienetwerk Roze in Blauw, de Bob Angelo Penning van COC Nederland.
In 2010 was Olaf een van de zes gasten in het televisieprogramma Zomergasten van de VPRO.
In 1996 werd er longemfyseem bij hem geconstateerd. Olaf overleed op 20 september 2023 vrij plotseling op 64-jarige leeftijd in het Universitair Medisch Centrum Groningen, nadat hij een paar weken daarvoor een longtransplantatie had ondergaan.

## Werkzaamheden

### Fotowerk
In de jaren tachtig maakte Erwin Olaf de fotoseries Squares (1984-1990) en Chessmen (1988). In deze tijd maakte hij veel foto's in zwart-wit. In zijn scènes met regelmatig naakte mensen, portretteert hij naast modellen en zichzelf ook bejaarden, kleine mensen en dikke mensen vaak in bondage kleding. In 1985 verscheen zijn eerste fotoboek, Stadsgezichten van Erwin Olaf, en Fragmenten uit: Het Amsterdamse dromenboek van Guus Luijters. In het boek Joy uit 1993 is veel van zijn vroege werk opgenomen. Voor de serie Chessmen uit 1988 ontving hij de prijs voor jonge Europese fotografen.
Naast werk voor grote commerciële opdrachtgevers maakte Olaf in de jaren negentig een aantal vrije series, waaronder Blacks (1990), Mind of their Own en de Patrick Bateman girls, een serie van vijf foto's waarbij Olaf voor het eerst gebruik maakte van computermanipulatie, geïnspireerd op Patrick Bateman, de hoofdpersoon uit American Psycho (1995), Mature (1999), Fashion Victims (2000) en Royal Blood (2000). In 1991 verscheen zijn eerste film, Tadzio, die hij samen met de schilder F. Franciscus maakte. In 2001/2002 volgde de serie Paradise the Club en in 2002/2003 de serie Separation.
Na de fotoserie Separation (2003) veranderde de toon van zijn werk. Thema's als kwetsbaarheid en eenzaamheid kwamen centraal te staan in zijn series Rain (2004), Hope (2005), Grief (2007), Fall (2008), Dusk (2009), Dawn (2010) en Hotel (2010). Tevens verschenen de fotoboeken Rain (alternatieve titel: Hope) en Grief in respectievelijk 2006 en 2007. De bijbehorende tentoonstelling was te zien in onder meer het Fotomuseum Den Haag, het Secca (North Carolina), Forma (Milaan), het Institut Néerlandais (Parijs), het Langhans Museum (Praag) en de Manege (Moskou).

### Videowerk
Naast fotografie maakte Olaf regelmatig films en video-installaties. De films zijn soms onderdeel van een fotoserie of losse videokunstwerken. Bovendien maakte hij een aantal videoclips voor Nederlandse artiesten, onder wie Karin Bloemen en Paul de Leeuw.

### Werk in opdracht
Olaf heeft gefotografeerd in opdracht van multinationals zoals Heineken, Microsoft en Nokia. Desondanks is zijn vrije werk ook kritisch over grote merken, zoals in de serie Fashion Victims uit 2000. Hij werkte mee aan diverse internationale reclamecampagnes, zoals voor het kledingmerk Diesel, Nokia, Microsoft, de Italiaanse koffiebrander Lavazza en de Duitse autofabrikant BMW. Olaf fotografeerde ook in opdracht van tijdschriften, onder meer voor The New York Times, de Britse Sunday Times, de Franse krant Libération en het tijdschrift Citizen K. Daarnaast kreeg hij geregeld opdrachten van The New York Times Magazine, het Franse dagblad Le Monde, The Sunday Times Magazine (de bijlage van The Sunday Times) en het modetijdschrift Elle.
In 2013 ontwierp Olaf de beeldenaar van de nieuwe euromunt met het portret van koning Willem-Alexander. In 2018 maakte Olaf de staatsieportretten van koning Willem-Alexander en koningin Máxima Zorreguieta.

## Waardering
Hij is een van de belangrijkste fotografen van het laatste kwart van de 20ste eeuw. Niet alleen omdat hij de homo-emancipatie een gezicht heeft gegeven, ook omdat zijn werk diep is geworteld in de visuele Nederlandse kunst.
Zowel zijn reclamefotografie als zijn autonome werk zijn meerdere malen bekroond. Olaf won onder meer een Amerikaanse Lucie Award voor zijn oeuvre en in 2011 de Johannes Vermeerprijs.
In 2014 werd hij benoemd tot lid van de Akademie van Kunsten.
In 2019 werd hij benoemd tot Ridder in de Orde van de Nederlandse Leeuw.
Olaf werd vertegenwoordigd door Hamiltons Gallery (Londen), Flatland Gallery (Amsterdam), Edwynn Houk Gallery (New York), Gallery Kong (Korea), Danysz Gallery (Shanghai, Parijs), Galerie Rabouan Moussion (Parijs) en Izzy Gallery Toronto, Canada. Zijn werk is opgenomen in diverse collecties, waaronder die van het Groninger Museum, het Stedelijk Museum, Kunstmuseum Den Haag, het LAM museum en de particuliere verzamelaars Elton John, Joop van Caldenborgh en Martin Margulies. In 2018 schonk Olaf bijna vijfhonderd werken, zijn kerncollectie, aan het Rijksmuseum Amsterdam. Deze werden opgenomen in de nationale fotocollectie.
In 2019 ontving Olaf de onderscheiding Ridder in de Orde van de Nederlandse Leeuw. Hij kreeg deze onderscheiding volgens de Amsterdamse burgemeester Femke Halsema voor "zijn toonaangevende foto's en zijn inzet voor de LHBTIQ+-gemeenschap". In 2023 ontving Olaf de eremedaille voor Kunst en Wetenschap van de Huisorde van Oranje van koning Willem-Alexander.
In 2024, na zijn overlijden, ontving Erwin Olaf de Winq Diversity Award voor zijn jarenlange inzet voor de lhbti-gemeenschap.

## Exposities
Olaf heeft tentoonstellingen gehad in het Stedelijk Museum Amsterdam, de Frankfurter Kunstverein, het Museum of Contemporary Canadian Art in Toronto, Galleria Arte Moderna in Bologna, het Nederlands Instituut voor Mediakunst in Amsterdam, het Muzeum Sztuki w Łodzi in Łódź, Polen, het Chelsea Art Museum in New York, het Australian Centre for Photography in Sydney, het George Eastman House in New York, Maison européenne de la photographie in Parijs, DA2 in Salamanca, het Fotomuseum in Antwerpen, het Moscow Museum of Modern Art in Moskou, en Space E6 in Shenzhen, China. In 2015-2017 reisde de tentoonstelling Dutch Masters of Light met werk van Olaf en collega-fotograaf Hendrik Kerstens door Nieuw-Zeeland en Australië. Olaf vierde zijn zestigjarige verjaardag met een dubbeltentoonstelling in het Gemeentemuseum en het Fotomuseum in Den Haag.

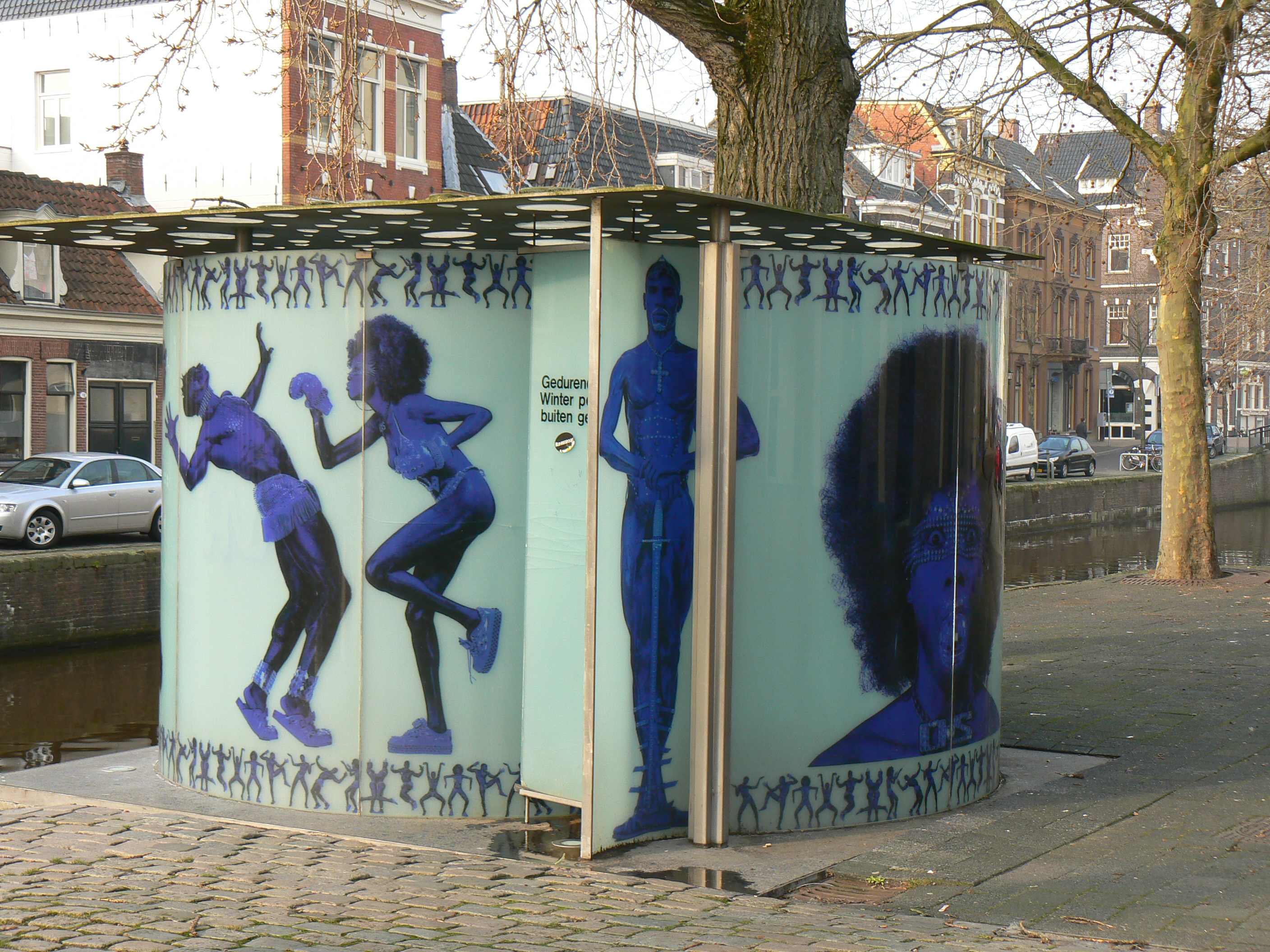
Openbaar toilet (1996) door Rem Koolhaas (OMA) en Erwin Olaf, Groningen
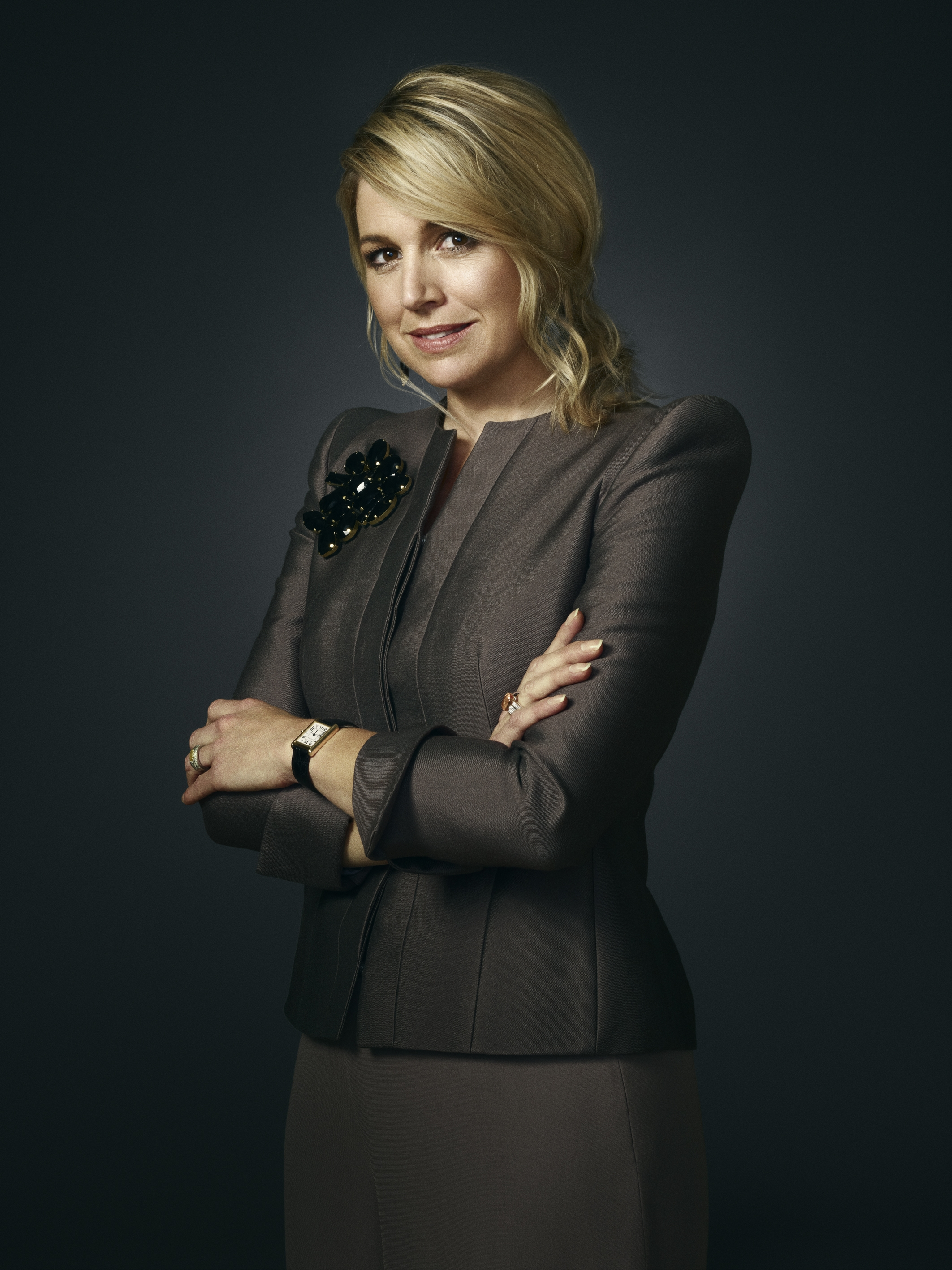
Portret Máxima Zorreguieta, 2011
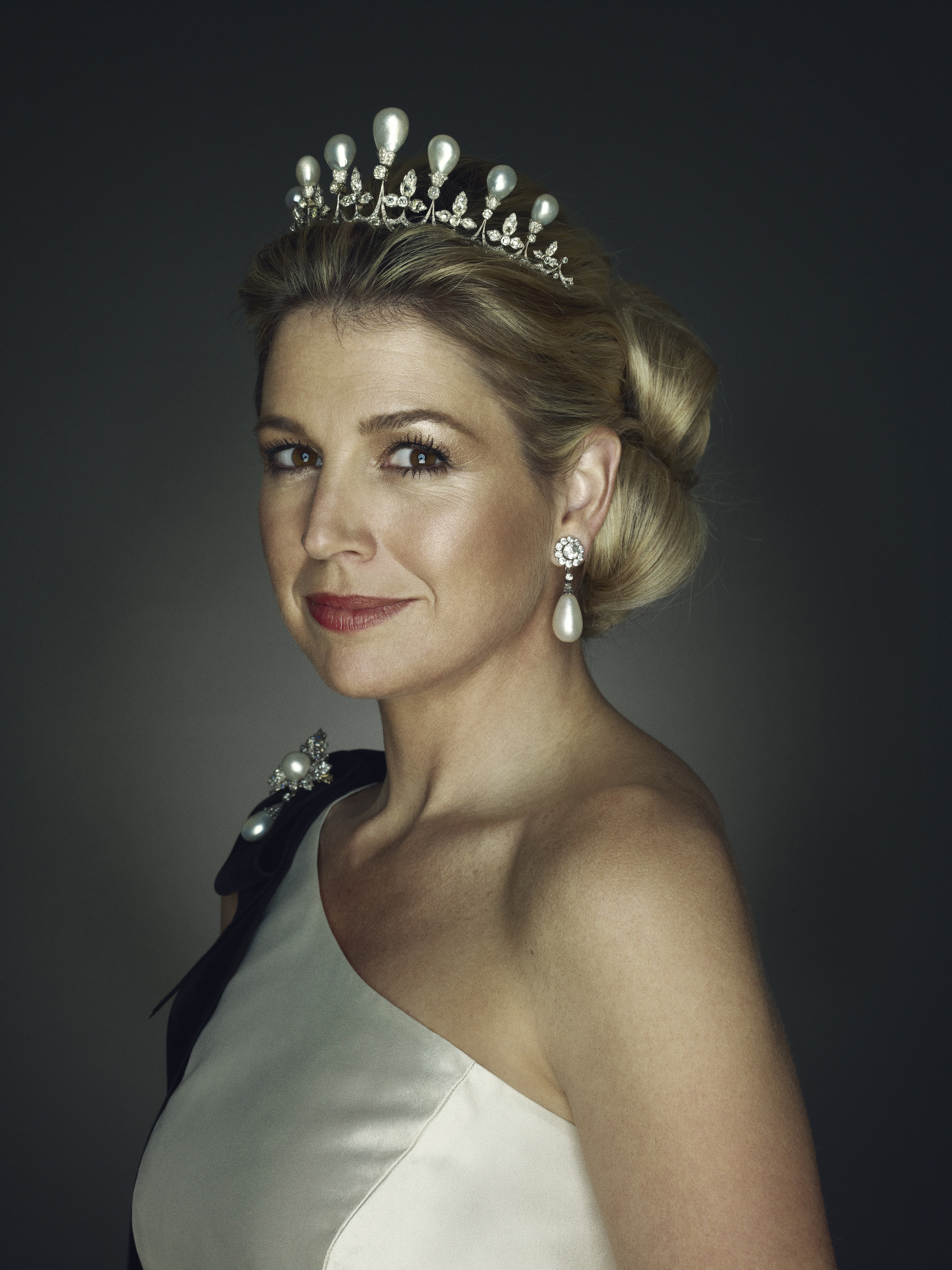
Portret Máxima Zorreguieta, 2011
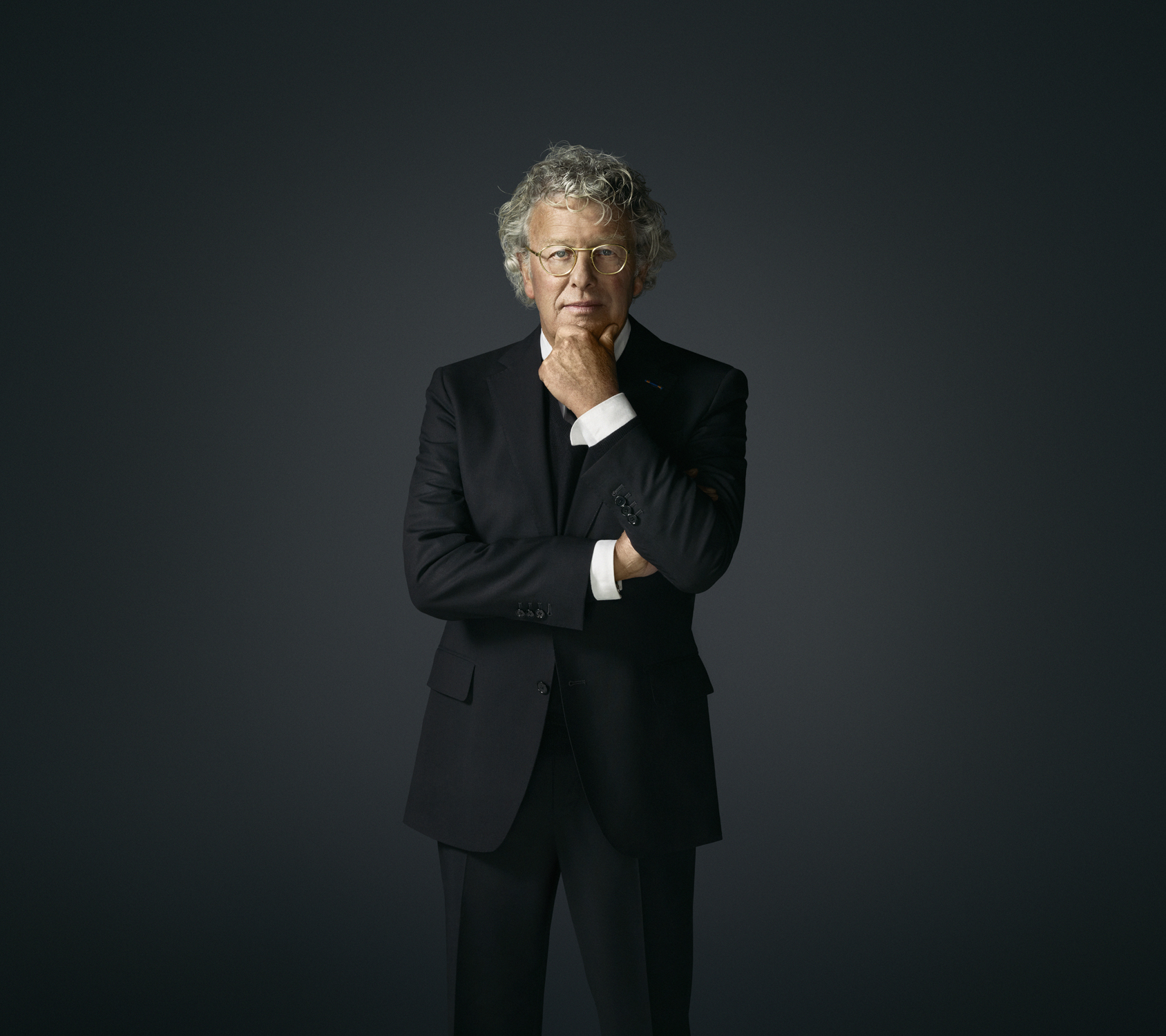
Jan des Bouvrie (2012)
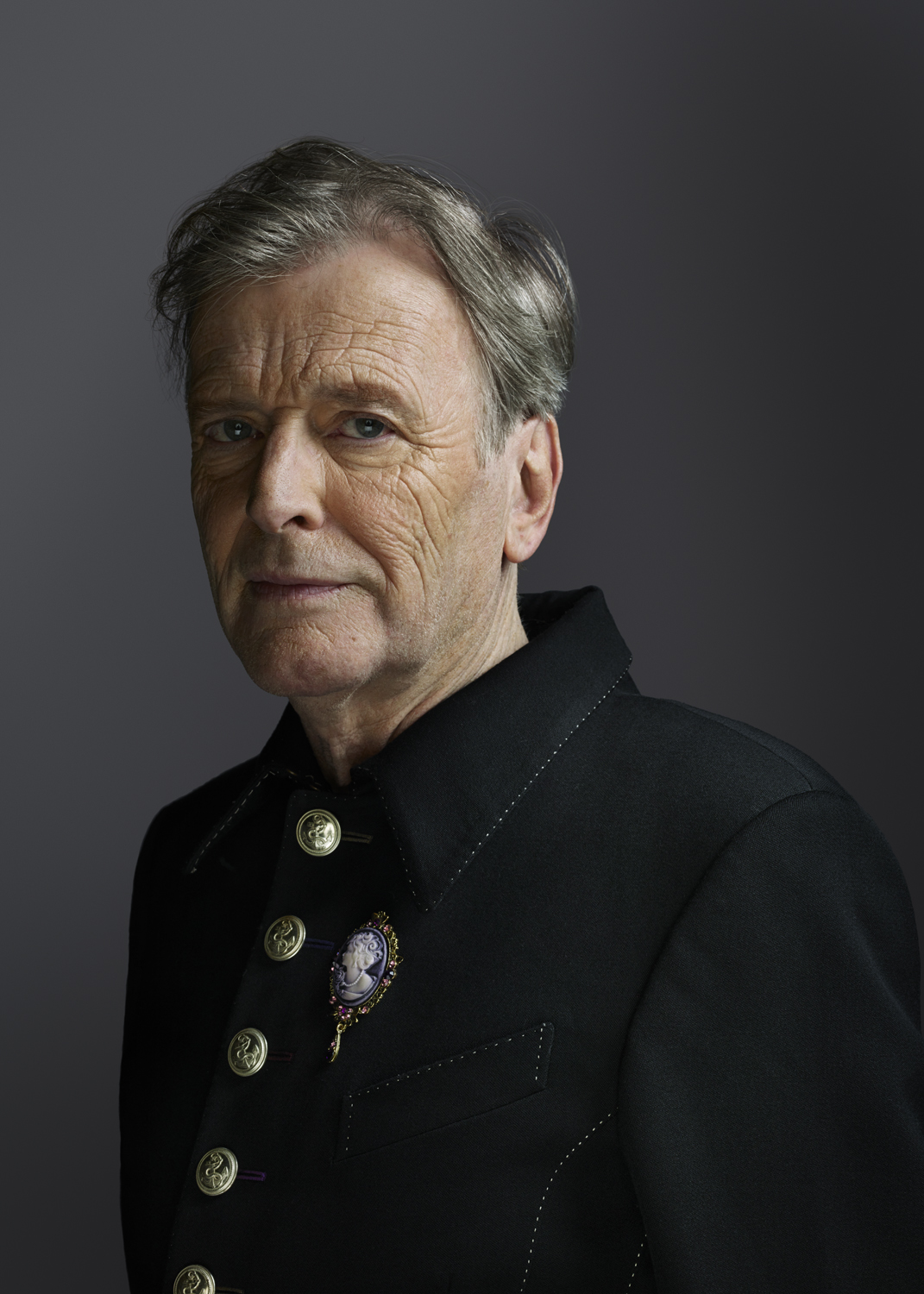
Berry Visser (2017)

### Boekuitgaven (selectie)
- Stadsgezichten van Erwin Olaf, en Fragmenten uit: Het Amsterdamse dromenboek van Guus Luijters, De Woelrat, Amsterdam, 1985, met inleiding van Hans van Manen. ISBN 90-70464-31-4
- Chessmen: an attempt to play the game: 32 photographs, Focus, Amsterdam, 1988. ISBN 90-72216-04-0
- Blacks: 17 royal portraits, Focus, Amsterdam, 1990, met voorwoord van Theo van Gogh. ISBN 90-72216-51-2
- Beeldenstorm: 1989-1990, Stichting Beeldenstorm, Amsterdam, [1990].
- Joy: photography, Focus, Amsterdam, 1993. ISBN 90-72216-43-1
- De tafel van 10, Xeno, Groningen, cop. 1993. ISBN 90-6208-120-7
- Mind of their own, Focus, Amsterdam, 1995. ISBN 90-72216-60-1
- Paradise portraits, Reflex, Amsterdam, 2000. ISBN 90-805531-6-6
- Erwin Olaf: silver, Ludion/Groninger Museum, Amsterdam/Groningen, 2003 (tentoonstellingscatalogus). ISBN 90-76588-63-5
- The Golden Age, The People of the Labyrinths, [Arnhem], 2005. ISBN 90-801554-2-X
- Rain (of: Hope), Studio Erwin Olaf/Flatland Gallery, Amsterdam/Utrecht [etc.], cop. 2006. ISBN 90-804678-7-1
- Grief, Reflex Modern Art Gallery, Amsterdam, [2007] (catalogus).
- Fall, Veenman, Rotterdam, 2008 (tentoonstellingscatalogus). ISBN 978-90-8690-213-2
- Strange Beauty, Hatje Cantz, 2021. ISBN 3775749217